# Magnas
Magnas é uma comuna francesa na região administrativa de Occitânia, no departamento de Gers. Estende-se por uma área de 3,19 km². Em 2010 a comuna tinha 90 habitantes (densidade: 28,2 hab./km²).